# Pharoah Sanders

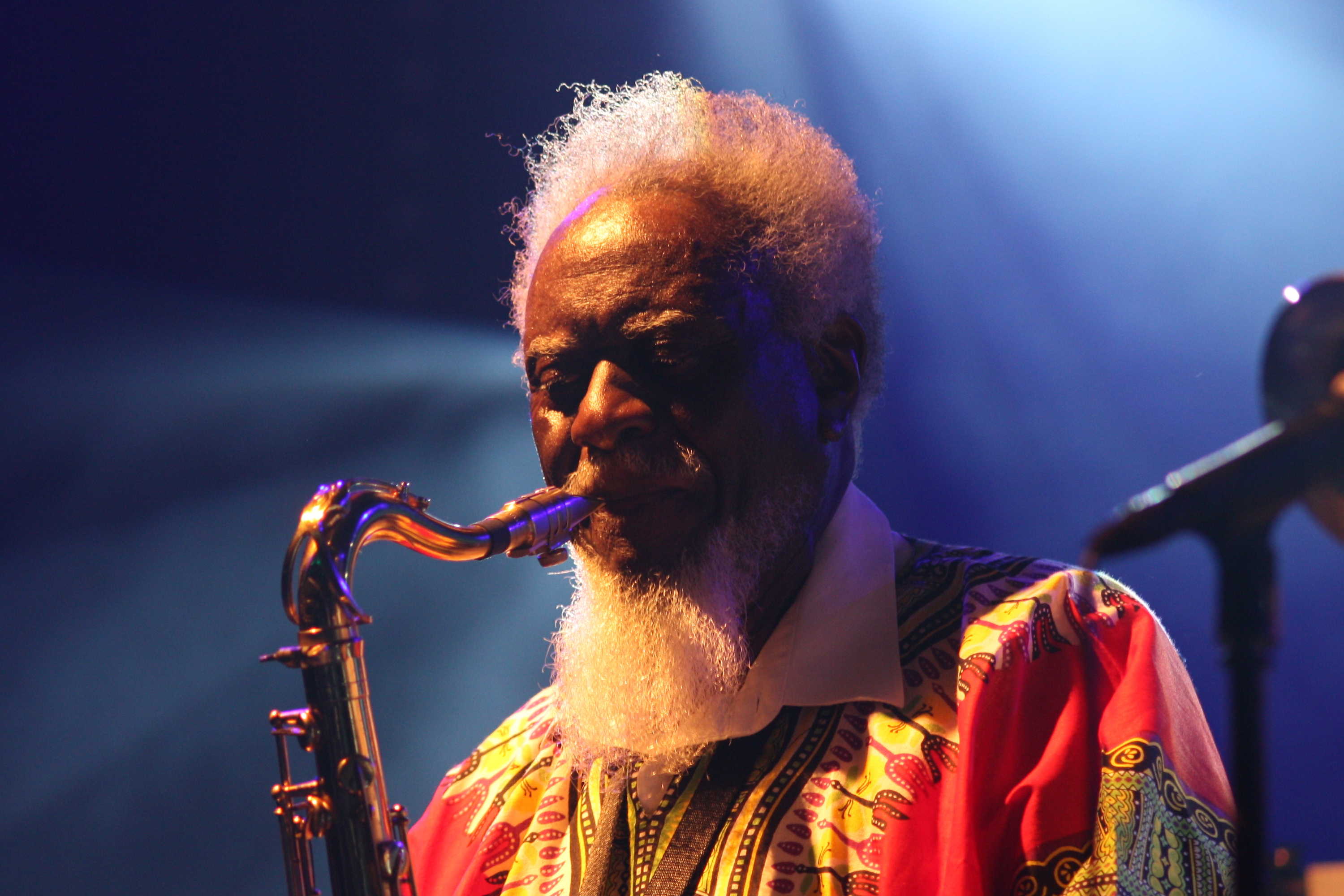
Pharaoh Sanders in 2013

Pharoah Sanders (geboren als Farrell Sanders) (Little Rock (Arkansas), 13 oktober 1940 – Los Angeles, 24 september 2022) was een Amerikaanse jazzsaxofonist.

## Biografie
Sanders werd geboren in Little Rock (Arkansas). Hij begon zijn carrière als tenorsaxofonist in Oakland (Californië).
Na een tijd in rhythm and blues bands gespeeld te hebben verhuisde Sanders in 1961 naar New York. Zijn bijnaam "Pharoah" kreeg hij van Sun Ra, met wie Sanders samen optrad. Toen hij in 1965 bij de band van John Coltrane ging spelen kwam Sanders meer op het voorplan. Coltrane begon op dat moment, in de voetsporen van Albert Ayler, Ra en Cecil Taylor meer de richting van de avant-gardejazz uit te gaan. Sanders speelde voor het eerst samen met Coltrane op diens Ascension (opgenomen in juni 1965), en daarna op hun befaamde opname met twee tenorsaxofoons Meditations (opgenomen in november 1965). Daarna speelde Sanders in het laatste kwintet van Coltrane, waar hij vooral lange, dissonante solo's bracht.
Hoewel de stijl van Sanders zich op een andere manier ontwikkelde dan bij Coltrane, werd hij toch sterk beïnvloed door zijn samenwerking met deze laatste. Spirituele elementen zoals het 'chanten' op de klank Om zouden later ook in het werk van Sanders zelf veelvuldig opduiken. Sanders begon ook veel free jazz te maken, waarbij hij vaak herbewerkingen maakte van het solo-gerichte uitgangspunt van Coltrane.
In 1968 werkte hij mee aan het album Communications van de JCOA (Jazz Composer's Orchestra Association) van Mike Mantler en Carla Bley, net als Cecil Taylor, Don Cherry, Larry Coryell en Gato Barbieri.
Tijdens de jaren zeventig nam hij vooral eigen albums op, maar hij bleef samenwerken met muzikanten zoals Alice Coltrane, op wiens album Journey In Satchidananda hij te horen is.
Na een aantal hits gedurende de jaren zeventig, begon Sanders' geëngageerde en soms politiek getinte free jazz minder populair te worden. Eind jaren zeventig, begin jaren tachtig experimenteerde Sanders met verschillende stijlen, waarbij echo's van modale jazz en hard bop te horen waren. Gedurende de jaren tachtig bracht hij maar een beperkt aantal albums uit.
In 1994 reisde Sanders naar Marokko om op te nemen met Gnawa-meester Maleem Mahmoud Ghania. Het resultaat is te horen in het door Bill Laswell geproduceerde The Trance Of Seven Colors. Sanders bleef samenwerken met Laswell, Jah Wobble en anderen op de Message From Home (1996) en Save Our Children (1998).
Na de overgang naar het nieuwe millennium zorgde een bescheiden opleving van de interesse in free jazz ervoor dat Sanders opnieuw de kans kreeg om op festivals te spelen en concerten te geven, en ook nieuwe albums kon uitbrengen.
Sanders werd bekend om zijn gebruik van boventonen, en harmonische en polyfone technieken op de saxofoon.
Hij overleed op 24 september 2022 op 81-jarige leeftijd.

## Beperkte discografie
- 1965 - Pharoah's First
- 1966 - Tauhid
- 1969 - Izipho Zam
- 1969 - Karma
- 1969 - Jewels of Thought
- 1970 - Deaf Dumb Blind (Summun Bukmun Umyun)
- 1971 - Live at the East
- 1971 - Black Unity
- 1971 - Thembi
- 1972 - Wisdom through Music
- 1973 - Elevation
- 1973 - Love In Us All
- 1976 - Pharoah
- 1980 - Journey to the One
- 1981 - Beyond a Dream
- 1981 - Rejoice
- 1982 - Heart is a Melody
- 1990 - Welcome to Love
- 1994 - The Trance Of Seven Colors
- 1996 - Message From Home
- 1998 - Save Our Children
- 2000 - Spirits
- 2003 - The Creator Has A Master Plan

Samen met John Coltrane
- 1965 - Ascension
- 1965 - Meditations
- 1965 - Live In Seattle
- 1966 - Live At The Village Vanguard Again!
- 1966 - Live In Japan
- 1967 - Expression
- 1967 - The Olatunji Concert: The Last Live Recording

Met anderen
- 1966 - Don Cherry - Symphony for Improvisers
- 1966 - Don Cherry - Where Is Brooklyn?
- 1968 - Jazz Composer's Orchestra - Communications met Cecil Taylor, Don Cherry, Larry Coryell, Gato Barbieri, Carla Bley en Mike Mantler.
- 1970 - Alice Coltrane - Ptah, the El Daoud
- 1970 - Alice Coltrane - Journey in Satchidananda
- 1991 - Sonny Sharrock - Ask the Ages
- 2003 - Bill Laswell - With A Heartbeat
- 2006 - Kenny Garrett - Beyond the Wall
- 2021 - Floating Points - Promises

## Voetnoten
1. ↑  Hometown Has Been Shutdown - People Connection Blog: AIM Community Network
2. ↑  (it) Muore il leggendario sassofonista Pharoah Sanders :: News :. OndaRock.
3. ↑  (en) Jazz legend Pharoah Sanders dead at 81. The Guardian (24 september 2022).

- Bibsys: 4039519
- Biblioteca Nacional de España: XX1585398
- Bibliothèque nationale de France: cb13899377d (data)
- CiNii: DA18089649
- Gemeinsame Normdatei: 134506669
- International Standard Name Identifier: 0000 0001 1476 3250
- Library of Congress Control Number: n88610305
- MusicBrainz: b3a0912a-a62a-4388-9368-7cb21ed5caf9
- Nationale Bibliotheek van Tsjechië: ola2002159282
- Nationale Bibliotheek van Israël: 987007325284305171
- Nationale en Universitaire bibliotheek Zagreb: 000555505
- Nederlandse Thesaurus van Auteursnamen: 100610382
- Réseau des bibliothèques de Suisse occidentale: 02-A003783954
- Système universitaire de documentation: 11315691X
- Virtual International Authority File: 84975087
- WorldCat: E39PBJrmbw8RmXcTJwGKK6fQbd